# Australian Film Institute
Australian Film Institute (Australijski Instytut Filmowy) – założona w 1958 roku organizacja promująca australijskie filmy i telewizję oraz przyznająca coroczne nagrody AFI.

## Historia Instytutu
Australijski Instytut Filmowy został założony w 1958 roku i od początku był organizacją non-profit, która aktywnie promowała kulturę Australijską i zabiegała o publiczne dofinansowanie kinematografii. Dzisiaj AFI zrzesza ponad 10 000 członków. Co rok przyznawane są Nagrody Instytutu dla najlepszych filmów i produkcji telewizyjnych.